# ممدوح حمادة
ممدوح حمادة روائي وصحافي ورسام كاريكاتير سوري مواليد عام 1959 من هضبة الجولان السورية المحتلة، نزح في طفولته حيث عاشت أسرته في السويداء في جنوب سوريا إلى حين سفره إلى الاتحاد السوفييتي للدراسة في كلية الصحافة في جامعة بيلاروسيا الحكومية في العاصمة مينسك حيث تخرج منها في عام 1994 بدرجة دكتوراه.
عاد إلى سوريا ولكنه لم يوفق في العثور على عمل هناك حيث أمضى أكثر من عام ونصف في دمشق قرر بعدها العودة إلى بيلاروسيا التي عمل مدرسا في إحدى جامعاتها لأكثر من عشر سنوات وبعد ذلك درس الإخراج السينمائي في أكاديمية الفنون الحكومية البيلاروسية وتخرج منها عام 2009، ويعيش الآن بشكل أساسي في بيلاروسيا، أخرج فيلمين أولهما هو (ضمانات للمستقبل) وهو فيلم روائي قصير مدته 30 دقيقة وكان مشروع تخرجه وهو من تأليفه وإخراجه، وأخرج فلما آخر مستمدا موضوعه من الحرب السورية بعنوان «ما زلت على قيد الحياة» مدته 7 دقائق،
أثناء دراسته وإقامته في بيلاروسيا مارس ممدوح حمادة فن الكاريكاتير بشكل متقطع ونشر رسومه ومقالاته في الصحف البيلاروسية وخاصة مجلة «فوجيك» الساخرة التي نشر فيها رسومه بين عامي 1990 -1994 كما شارك في عدد من مهرجانات الكاريكاتير في مختلف أنحاء العالم.
عمل لفترات متقطعة في عدد من الصحف العربية كصحفي غير متفرغ.
بدأ كتابة السيناريو في عام 1995 ولا زال يعمل في هذه المهنة إضافة إلى أنه يمارس كتابة القصة وينشر بين الحين والآخر بعض أعماله وفي الفترة الأخيرة يقوم بنشر قصصه في مجموعات تحمل عنوان دفاتر (عن دار ممدوح عدوان) وقد صدر منها حتى الآن دفتر الحرب ودفتر الأباطرة، ولديه العديد من المقالات الادبية المنتشرة في مواقع مختلفة منها:
عرض عسكري 
انتقام شخصية.

## أعماله

### في التلفزيون
1. عيلة ست نجوم - إخراج هشام شربتجي.
2. عيلة سبع نجوم - إخراج هشام شربتجي

3. عيلة ثمن نجوم - إخراج هشام شربتجي.
4. بطل من هذا الزمان- إخراج هشام شربتجي.
5. صراع الزمن (جلنار) - إخراج هشام شربتجي.
6. قانون ولكن - إخراج رشا شربتجي.
7. بقعة ضوء 2 إخراج الليث حجو
8. بقعة ضوء 3 إخراج ناجي طعمة وفراس دهني
9. بقعة ضوء 4 إخراج الليث حجو
10. بقعة ضوء 5 إخراج سامر برقاوي
11. بقعة ضوء 6 إخراج هشام شربتجي
12. أمل ما في إخراج الليث حجو
13. عالمكشوف إخراج الليث حجو
14. شو هالحكي (الأردن) إخراج ناجي طعمة.
15. مبروك - إخراج هشام شربتجي
16. مرزوق على جميع الجبهات - إخراج هشام شربتجي
17. مدرسة الأستاذ بهجت (الأردن) إخراج أنور السعودي.
18. مدينة المعلومات الجزء الأول (برنامج أطفال) إخراج سلافة حجازي
19. مدينة المعلومات الجزء الثاني (برنامج أطفال) إخراج فتحي الهداوي.
20. بيتي العربي (برنامج أطفال) إخراج سلافة حجازي.
21. كليلة ودمنة (مسلسل كرتوني) إخراج رزان حجازي.
22. كليلة ودمنه (فلم) إخراج رزان حجازي.
23. ضيعة ضايعة 2008ج 1 إخراج الليث حجو
24. ضيعة ضايعة 2010ج2 إخراج الليث حجو
25. الخربة - إخراج الليث حجو
26. ضبو الشناتي - إخراج الليث حجو.
27. أهل الغرام خماسية يا جارة الوادي - إخراج الليث حجو
28. مشاريع صغيرة - إخراج المثنى صبح
29. الواق واق - إخراج الليث حجو
30. بستان الشرق - إخراج سيف الشيخ نجيب

وشارك في كتابة عدد من البرامج الأخرى.

### كتب
صدرت له مجموعة كتب هي:

1. فن الكاريكاتير من جدران الكهوف إلى أعمدة الصحافة - دار عشتروت دمشق 1999
2. الكاريكاتير في الصحافة الدورية - دار عشتروت دمشق 1999
3. صانع الفراء - مسرحية للاطفال - دار عشتروت دمشق 1999
4. المحطة الأخيرة- قصة - دار علاء الدين دمشق 2000
5. جلنار - قصة - دار علاء الدين دمشق 2001
6. أم الطنافس - مجموعة قصصية دار أبعاد دمشق 2014
7. دفتر الأباطرة - مجموعة قصصية - دار ممدوح عدوان 2016
8. دفتر الحرب - مجموعة قصصية - دار ممدوح عدوان 2016
9. دفتر القرية - مجموعة قصصية - دار ممدوح عدوان 2017
10. دفتر الغربة - مجموعة قصصية - دار ممدوح عدوان 2018.[5]

1. دفتر الهذيان - مجموعة قصصية - دار ممدوح عدوان 2019.[6]